# Alpen Wildpark Feld am See
Der Alpen Wildpark Feld am See ist ein Wildpark mit einem angegliederten Museum. Er liegt im Gegendtal nördlich des Ossiacher Sees bzw. nördlich von Villach in Kärnten, Österreich, in der Gemeinde Feld am See am Brennsee in der Nähe des Wintersportortes Bad Kleinkirchheim.

## Geschichte
Der Alpen Wildpark Feld am See entstand aus einer Damwildzucht des Landwirtes Josef Scherzer sen., welche bald auf Rotwild und Mufflons ausgedehnt wurde. Das Gehege lockte immer wieder Neugierige an und wurde schließlich ab ca. 1985 dauerhaft öffentlich zugänglich gemacht. Eine Buschenschank, ein Kinderspielplatz und ein Streichelzoo ergänzten das Angebot.
In der Folge entstand ein Museum im vormaligen Stallgebäude, dem „Naturstadel“.
Den Grundstein legte eine 1993 erworbene Fischpräparate-Sammlung. 1996 konnten 200 kanadische Ganzpräparate zugekauft werden. Mit diesen Präparaten wurde die Ausstellung „Grizzlywelt“ ausgestaltet. 2009 kam eine Sammlung von Präparaten aus Namibia für die Ausstellung „Erlebniswelt Afrika“ hinzu.
Für Familien wurden im „Naturstadel“ kindgerechte Höhlen ausgestaltet sowie Videoräume mit Filmen über Wildtiere.
2013 wurde der Streichelzoo neu gestaltet. Ein Western-Saloon und eine Drachenhöhle für Familien mit Kindern kamen hinzu.
2014 wurde das Ausflugsziel Alpen Wildpark Feld am See mit dem Gütesiegel des Landes Kärnten ausgezeichnet.

## Wildpark
In einer elf Hektar großen Anlage werden über 30 Tierarten gezeigt. Auf weitläufigen Wegen können die Besucher die Gehege durchwandern.
Unter anderem beherbergt der Wildpark Rothirsche, Damhirsche, Mufflons, Steinböcke, Gämsen, Wildschweine, Zackelschafe, Vierhornschafe, ungarische Wollschweine, Vierhornziegen (eine vom Aussterben bedrohte Kärntner Haustierrasse), Waschbären, Schottische Hochlandrinder, Sikahirsche und Lamas.

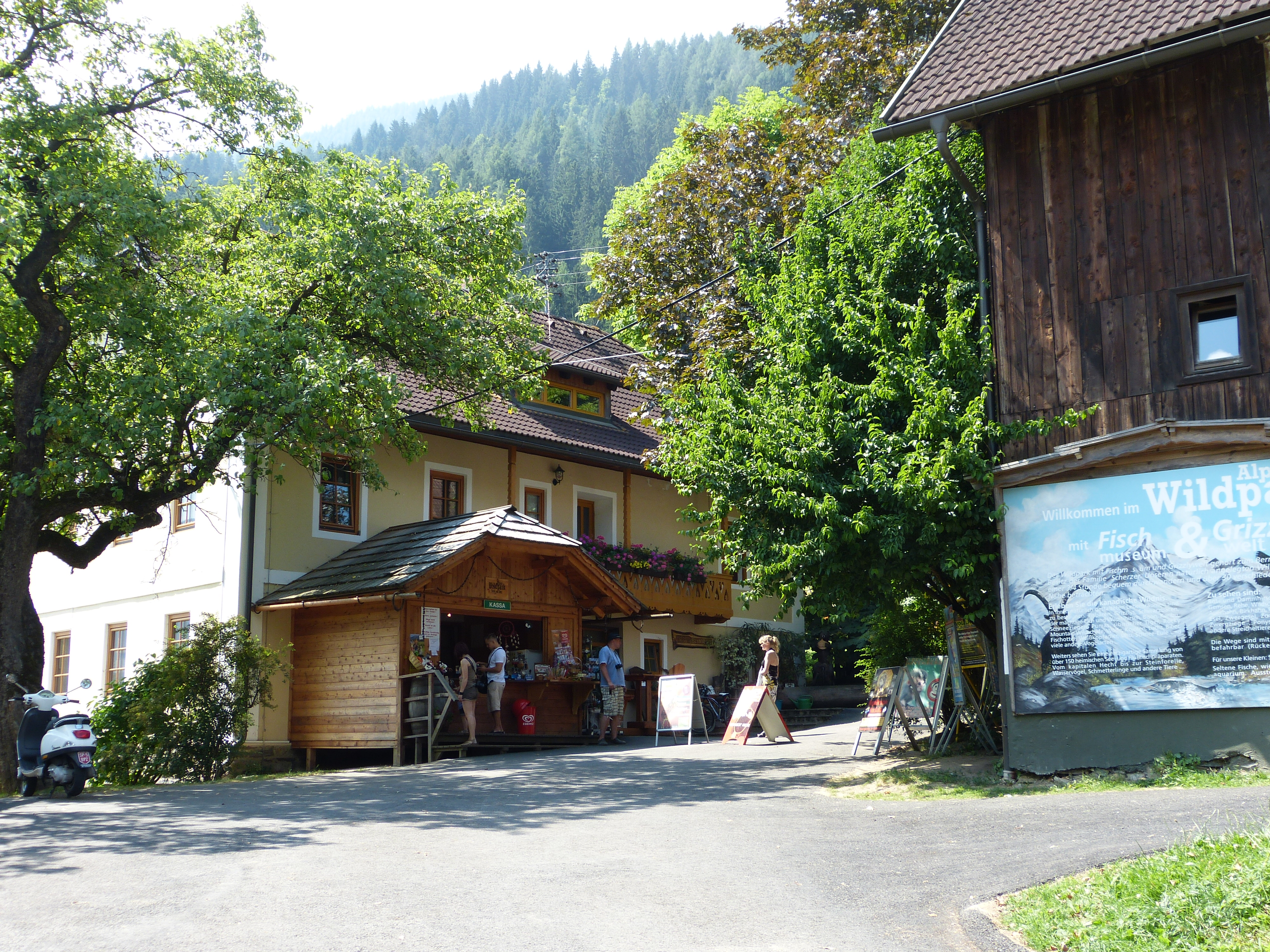
Eingang und „Naturstadel“
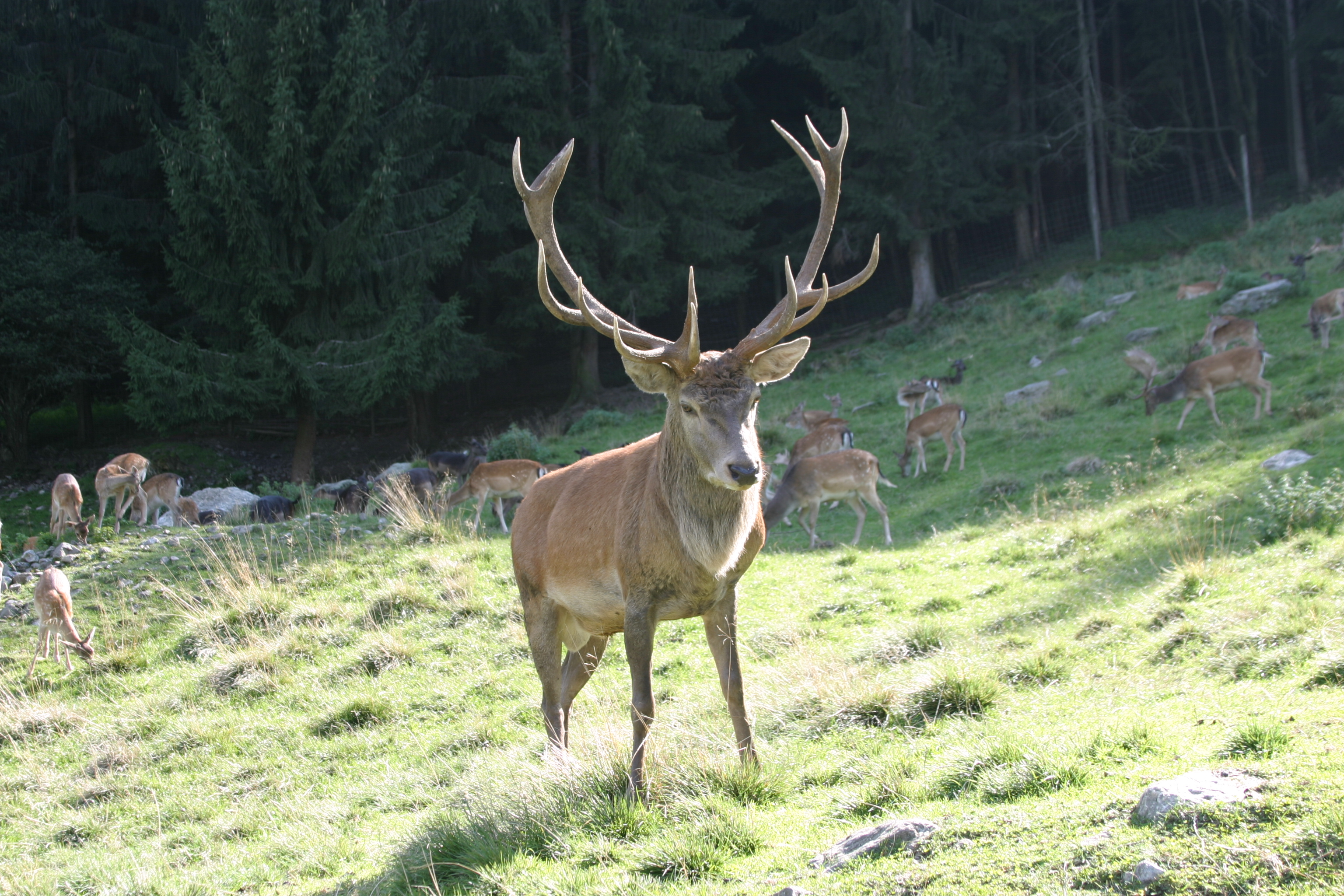
Hirsch im Wildgehege
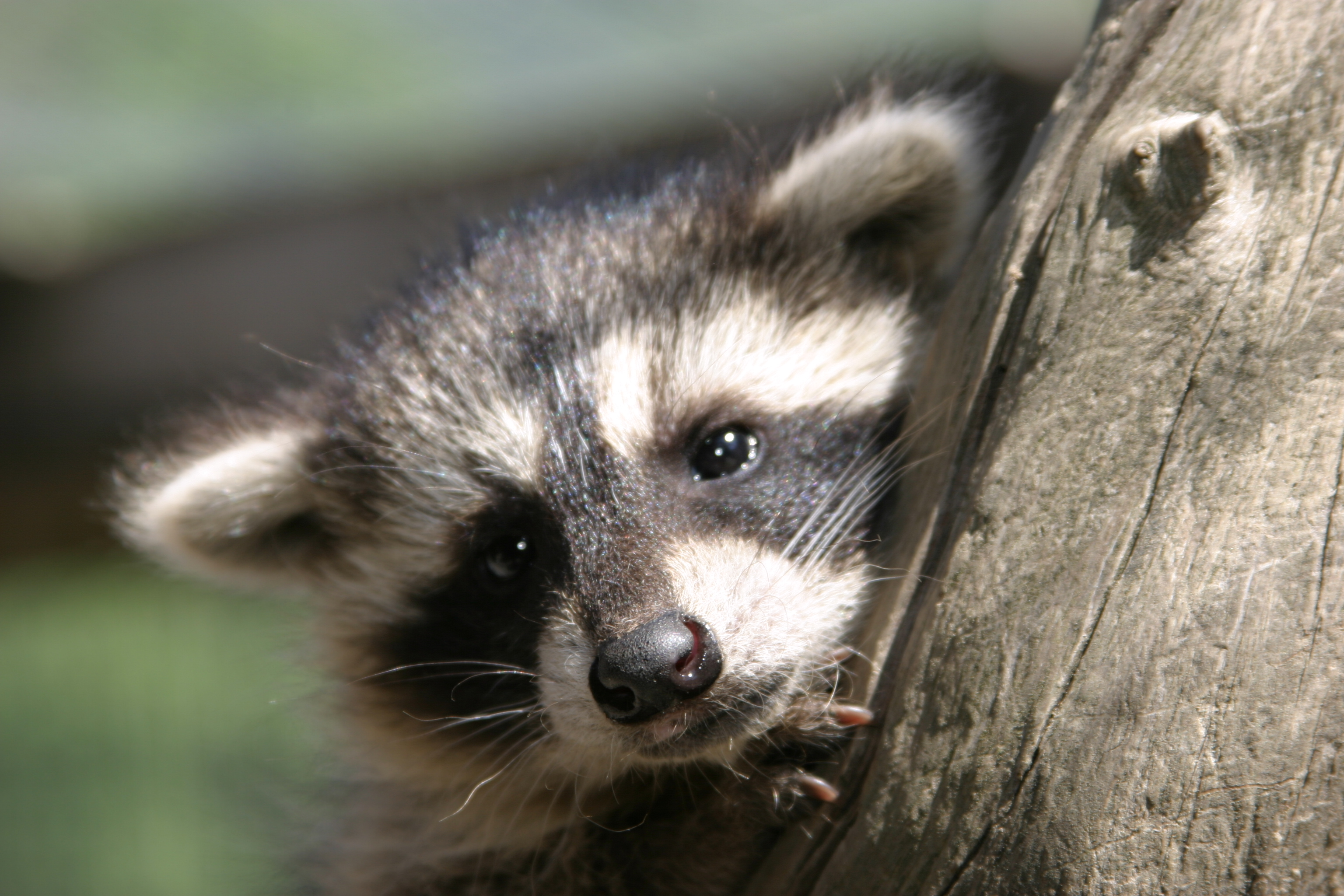
Waschbär
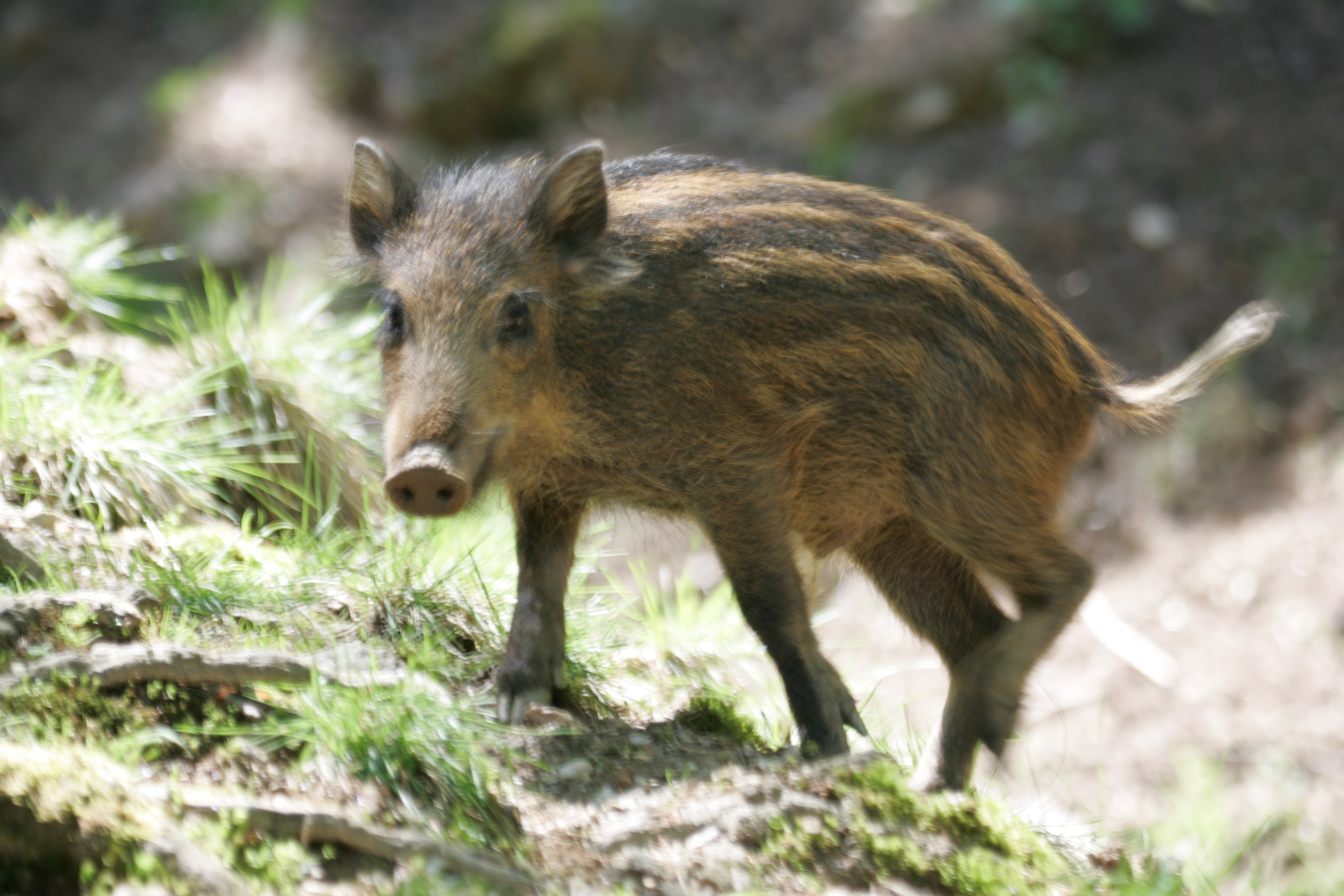
Frischling (Wildschweinbaby)
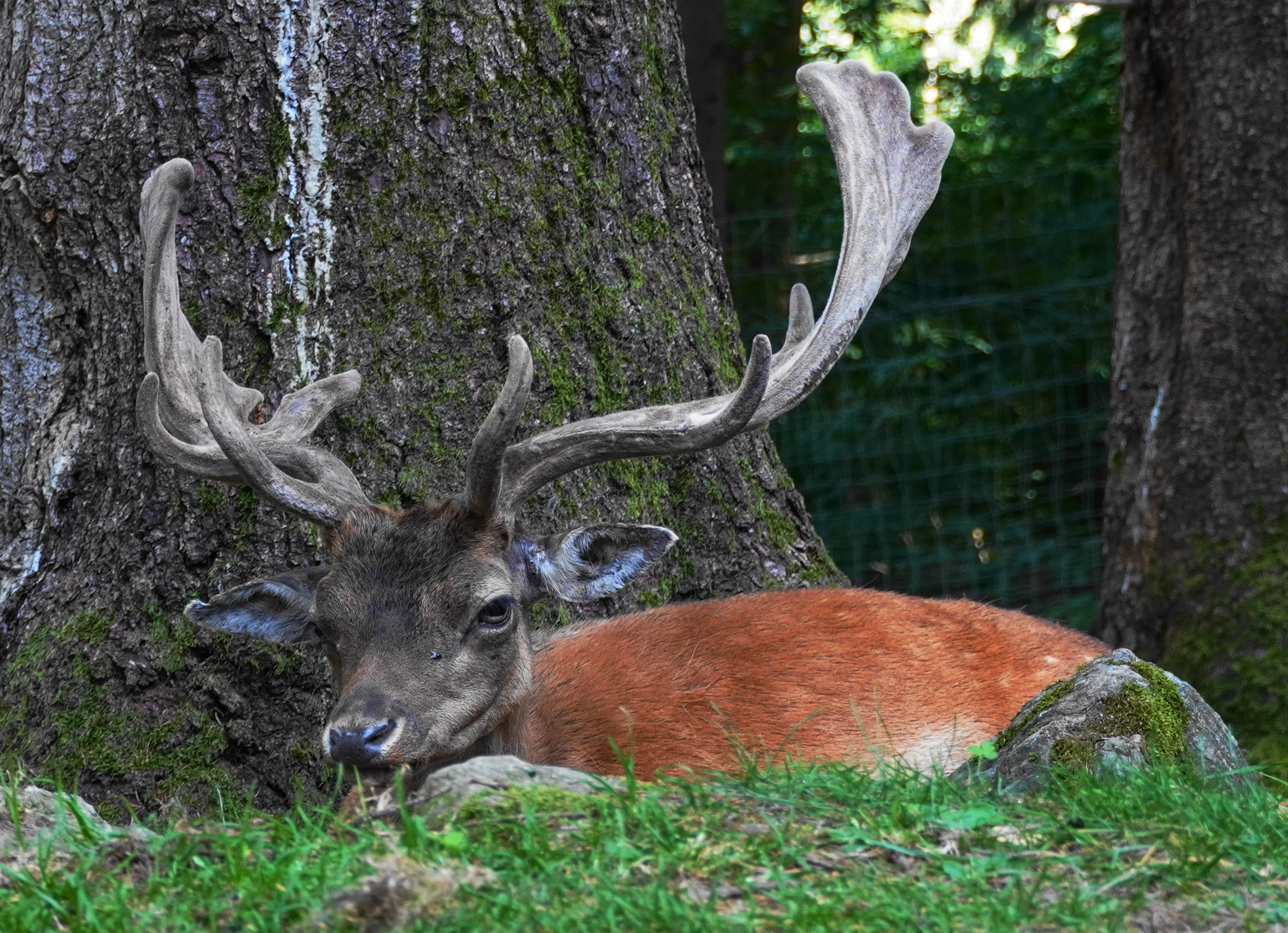
Damhirsch
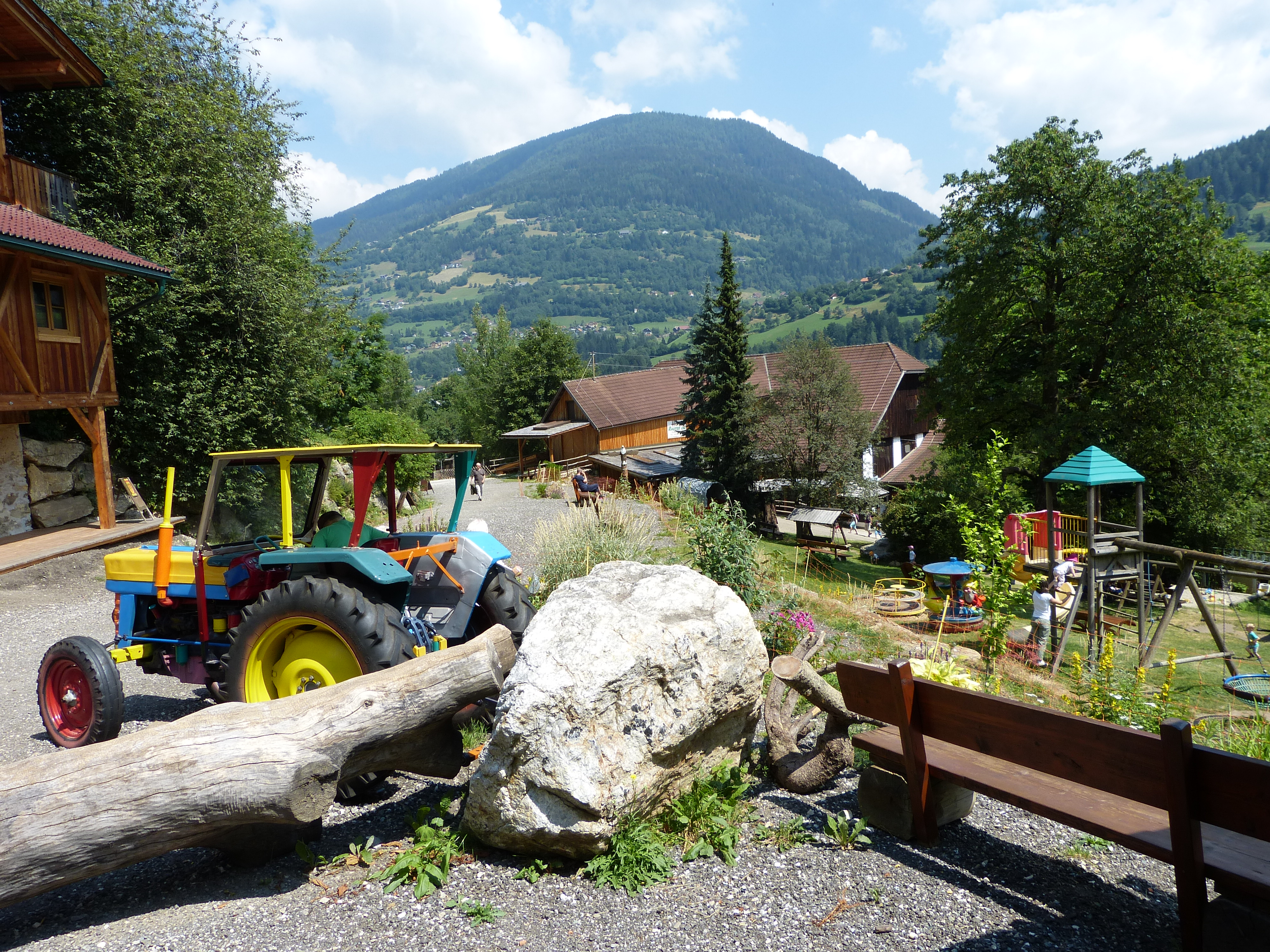
Spielplatz neben dem Streichelzoo

## Museum
In der „Erlebniswelt Afrika“ werden auf 500 m² Ausstellungsfläche ca. 50 Exponate gezeigt: Antilopen – von der kleinsten Antilope (Dikdik, 5 kg) bis zur größten (Elenantilope, 1000 kg), Elefanten, Wasserbüffel, ein Bergzebra, Strauße, Paviane, Krokodile, eine Giraffe und Raubkatzen wie z. B. Leoparden in einer begehbaren Höhle.
Die Ausstellung „Grizzlywelt“ zeigt auf 400 m² Bärenfamilien, Elch, Wapitihirsch, Bison, Karibu, Schneeziegen, Pumas, Rocky-Mountain-Wildschafe, Wolfsrudel, Kojoten, Luchse, Biber, Fischotter, Weißkopfadler, Uhu, Schneeeule. Die kanadische Wildnis wurde, wie auch die Lebensräume der Tiere in den anderen Ausstellungsbereichen, vom Kunstmaler Günther Schiffko natürlich nachgebildet.
Im Fischmuseum befindet sich ein Aquarium mit heimischen Fischen wie Karpfen, Seeforelle, Bachforelle, Goldforelle und auch selteneren Arten wie z. B. Störe. Auf 200 m² Ausstellungsfläche werden große Exemplare heimischer See- und Flussfischpräparate gezeigt, vom kapitalen Hecht bis zur Steinforelle. Darüber hinaus ist altes Angelgerät und Wasservögel zu sehen.

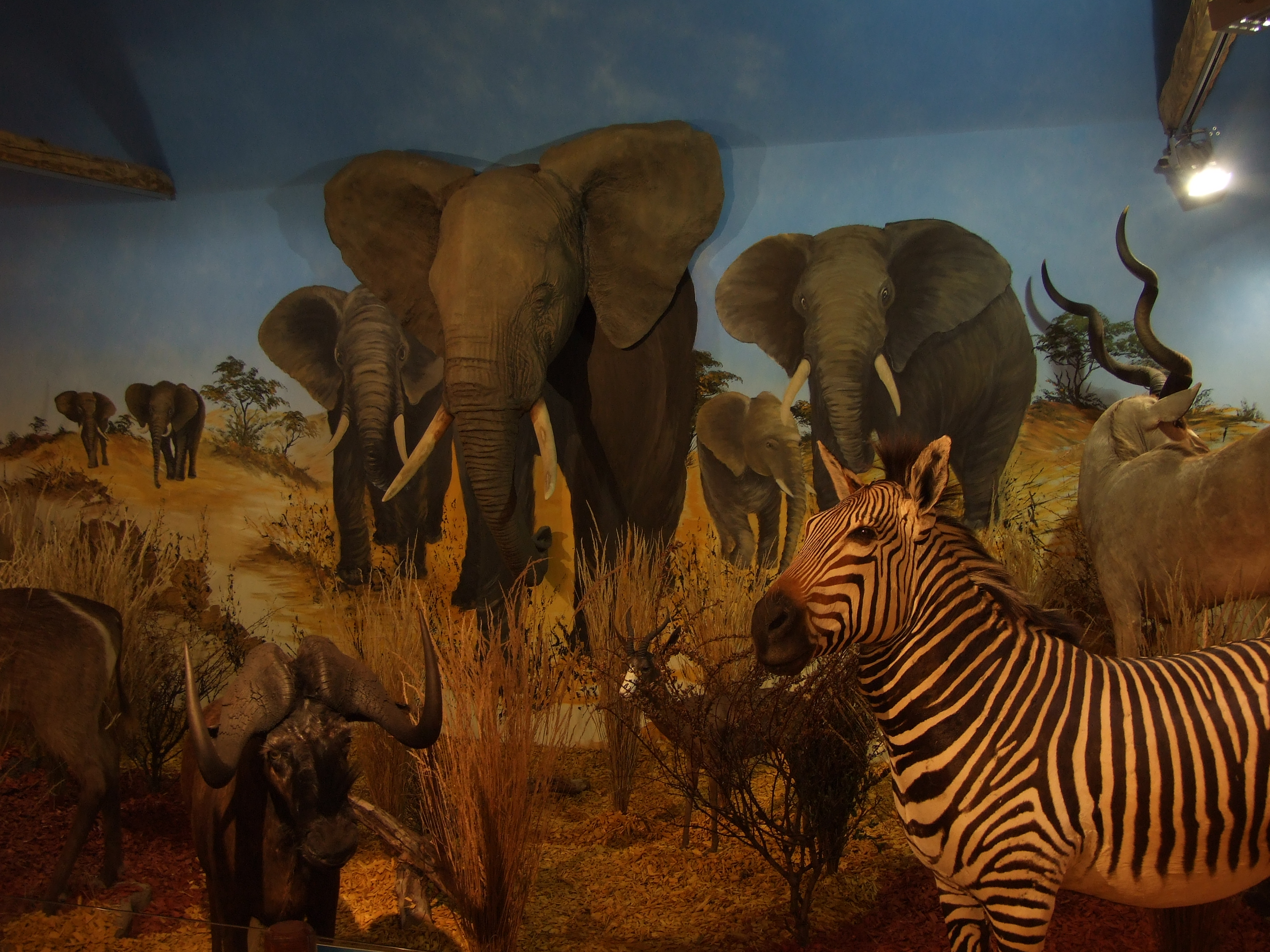
Museum Erlebniswelt Afrika
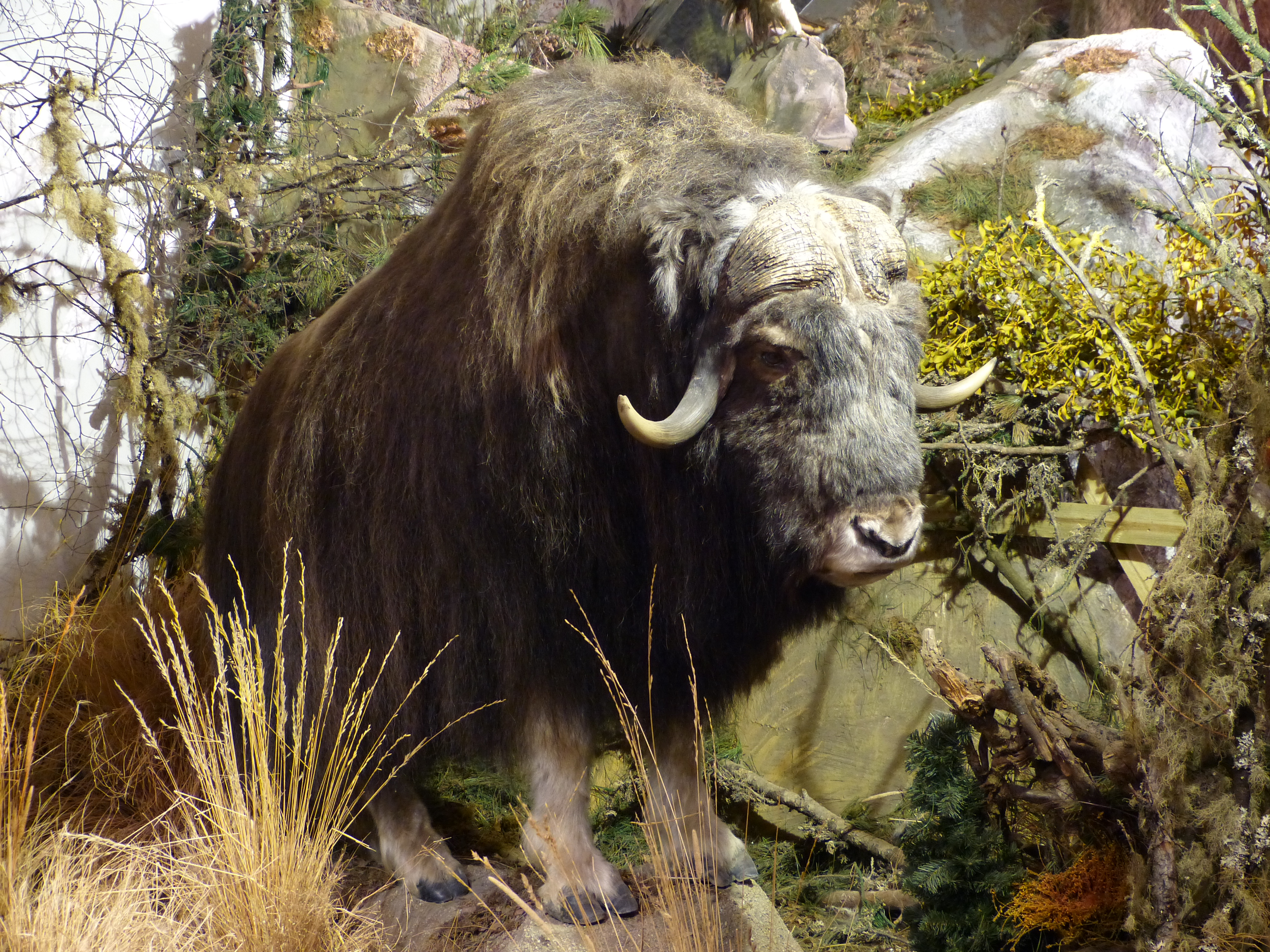
Museum Grizzly Welt
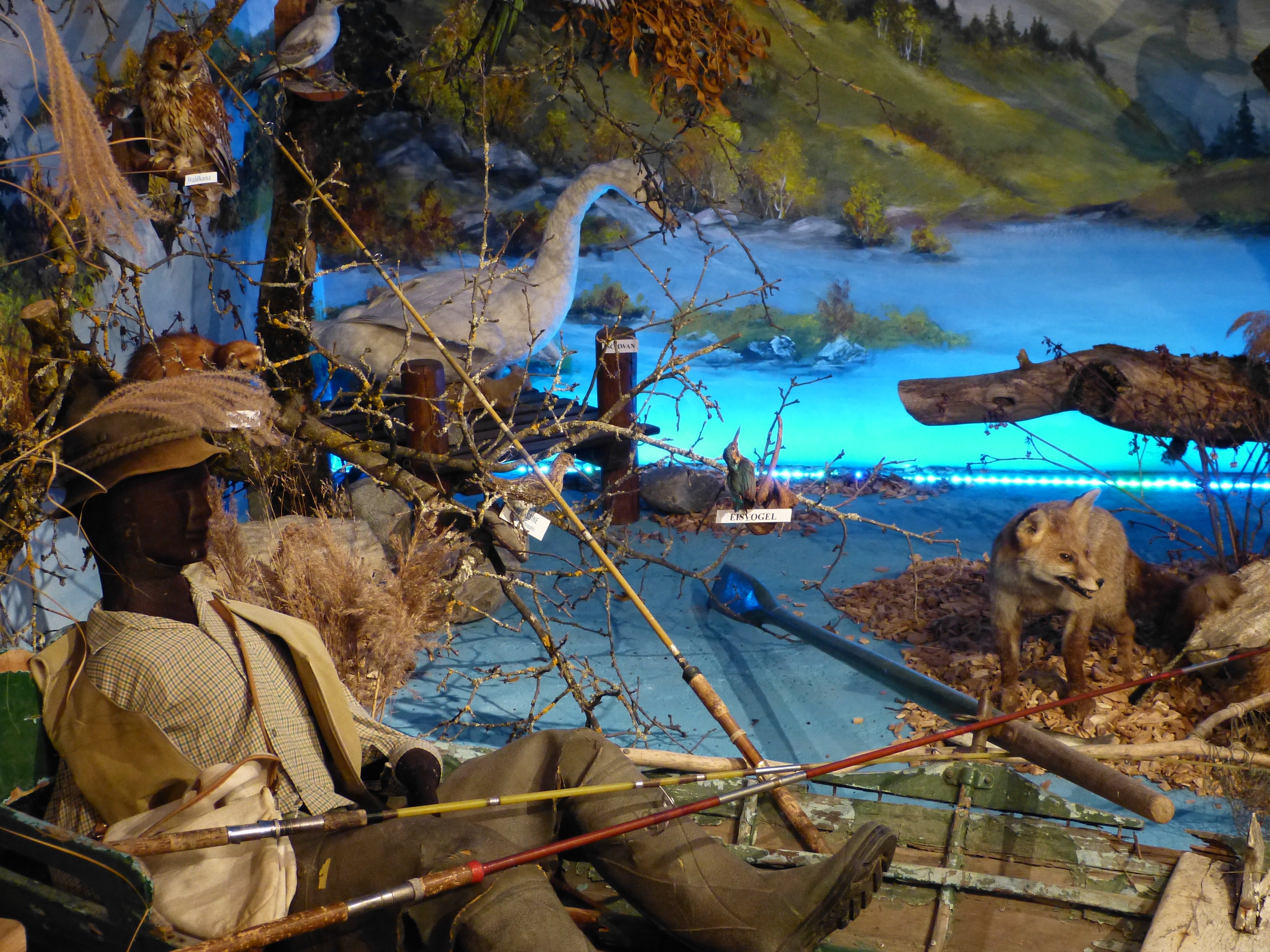
Angelgerät im Fischmuseum